# Classe R (sommergibile Italia)
I sommergibili da trasporto classe R furono progettati dall'ingegner Virginio Cavallini nel 1943 per trasportare materiali di impiego bellico in Italia dal Giappone.

## Storia
Nell'ultima parte del secondo conflitto mondiale, quando Italia e Germania compresero che l'idea di una guerra veloce ed in discesa era ormai solo un'illusione, il problema fondamentale era quello di procurarsi le risorse quali materiali per l'industria militare. L'unico Paese alleato in grado di fornire i materiali necessari era il Giappone, che a quel tempo aveva esteso il suo controllo sino a Singapore.
L'unico mezzo in grado di navigare tra l'Italia e Singapore lungo migliaia di miglia di mare dominato dagli Alleati sembrava essere il sommergibile. Tuttavia i sommergibili di impiego bellico non avevano autonomia sufficiente per arrivare a destinazione, se si escludono i classe Ammiragli. Più importante ancora, non avevano spazio significativo per imbarcare i materiali necessari.
Nella primavera del 1943 alcuni sommergibili da guerra, dislocati a Betasom, vennero modificati per permettere loro di trasportare 150 tonnellate di materiali, una quantità esigua ma era impossibile fare di meglio, limitando notevolmente la loro capacità bellica. I sommergibili partivano da Bordeaux fortemente appoppati, tanto che in caso avessero dovuto effettuare un'immersione rapida avrebbero dovuto effettuare tale manovra a marcia indietro.
Per affrontare in maniera più utile il problema la Regia Marina commissionò all'ingegnere Virginio Cavallini la progettazione di un sommergibile in grado di trasportare almeno 600 tonnellate di materiali. Il risultato fu il battello subacqueo più grande mai costruito in Italia: con 2000 tonnellate di dislocamento. Vennero ordinati 12 unità per formare una classe battezzata "R", 6 unità da costruire a Taranto, 3 a Muggiano e 3 a Monfalcone. Tali sommergibili erano muniti di quattro stive collocate a centro nave, provviste di portelloni e alberi di carico smontabili.

## Unità

Un sommergibile Classe R danneggiato da un bombardamento aereo alleato a Monfalcone

Solamente due battelli fecero in tempo ad essere consegnati, il Romolo ed il Remo di Taranto, ambedue affondati alla loro prima missione. Nessuno degli altri (da R. 3 a R. 12) venne completato. Più specificamente:
- nei cantieri di Taranto furono impostati l'R. 3, l'R. 4 (entrambi il 1º marzo 1943), l'R. 5 e l'R. 6 (ambedue il 25 marzo 1943); i primi due furono varati rispettivamente il 7 ed il 30 settembre 1946 e poi demoliti, stessa sorte toccata all'R. 5 e all'R. 6 che invece non furono nemmeno varati[4].

- tre sommergibili di Monfalcone erano l'R. 7, l'R. 8 e l'R. 9, tutti impostati il 1º marzo 1943, la cui costruzione proseguì dopo la cattura da parte dei tedeschi in conseguenza dell'armistizio: l'R. 7 e l'R. 9 furono varati il 31 ottobre 1943 e l'R. 8 il 28 dicembre dello stesso anno; furono tutti affondati il 25 maggio 1944 e demoliti nel 1946[4].

- a La Spezia la prima unità impostata, il 24 febbraio 1943, fu l'R. 10, seguito il 10 marzo dall'R. 11 e infine dall'R. 12 il 13 maggio; l'R. 10 fu l'unico sommergibile della classe (eccetto il Romolo ed il Remo) ad essere stato varato prima dell'armistizio (il 13 luglio 1943), mentre l'R. 11 e l'R. 12 furono varati dai tedeschi rispettivamente il 6 luglio ed il 29 settembre 1944[4]. I primi due furono smantellati nel 1947 (l'R. 11 dopo essere stato recuperato, perché autoaffondato il 24 aprile 1945), mentre l'R. 12 (che era stato ribattezzato dai tedeschi U. IT. 3), anch'esso affondato nel porto di La Spezia, dopo il recupero fu adibito a deposito di carburante con sigla GR. 553 (venendo usato anche per un film[senza fonte]) fino alla demolizione, avvenuta ad Ortona nel 1973[4].

La torretta dell'R. 12, tuttora esistente, è stata conservata per anni ad Ortona (anche abbandonata in un cantiere delle Ferrovie dello Stato) per poi essere restaurata e spostata sul lungomare di Gaeta come "Monumento nazionale al sommergibilista".